# Sợi chỉ mỏng manh
Sợi chỉ mỏng manh (tiếng Nga: Тонкая нить) là một cuốn tiểu thuyết trinh thám của Yakov Naumov và Aleksandr Yakovlev.

## Nội dung
Thiếu tá KGB Andrey Mironov và các đồng sự khám phá ra kế hoạch gián điệp do một nhóm phản động âm mưu thực hiện, chúng đã duy trì hoạt động chống chính quyền Soviet từ những năm trước Chiến tranh vệ quốc vĩ đại. Câu chuyện còn kể về số phận bi thảm của cô gái Olga Konnileva bị ép buộc hoạt động cùng nhóm phản động, rồi cô bị thủ tiêu khi kế hoạch có nguy cơ bại lộ.

## Nhân vật
- Thiếu tá Andrey Mironov
- Đại tá Kapiton Illarionovich Chernyaev
- Simon Faddeyevich Vasilyev
- Olga Nikolayevna Kornileva
- Georgy: Em trai Olga
- Ivan Petrovich Semenov
- Grigory Makarovich Makarov
- Anna Kazimirovna